# Яни Петров
Яни Петров (на гръцки: Γιάννης Πέτρου) е гръцки революционер от български произход, герой от Гръцката война за независимост.

## Биография
Роден е в Струмица. Живее в Египет, вероятно като войник. При избухването на Гръцкото въстание в 1821 година заминава за Гърция и тринадесет години участва в различни сражения в континентална Гърция, Пелопонес и Крит. Началник е на 25 души в нередовната конница. Тежко ранен е в главата. На 21 декември 1833 година пише молба до властите: „Тринадесет години служех непрекъснато като въстаник на народа, принасяйки най-скъпите години от живота си в жертва на свещената борба и пр. Но сега се намирам с четири души болни и невръстни членове на семейството ми в крайна бедност и рискуваме да измрем всички от глад, защото нямам ни земя, нито пари, за да хвана някакъв път в живота, и защото не съм на никаква работа.“